# Vegard Iversen
Vegard Iversen est docteur en sciences économiques de l'École supérieure de commerce de Norvège. Il a effectué ses recherches sur « la pauvreté et les indicateurs de bien-être » à l'université de Cambridge. Il a en particulier travaillé sur l'économie du Tibet contemporain.

## Œuvres
- Autonomy in child labour migrants, Éditeur School of Development Studies, University of East Anglia, 2000,  (ISBN 1898285969 et 9781898285960)
- Child labour in bargaining, peasant households in Sub-Saharan Africa, Éditeur School of Development Studies, 2000  (ISBN 1898285861 et 9781898285861)
- Le Tibet est-il chinois ? Ouvrage collectif dirigé par  Anne-Marie Blondeau et Katia Buffetrille,  ed. Albin Michel, coll. Sciences des religions 2002  (ISBN 2226134263)
- The economics of urban migration in india Éditeur Taylor & Francis Ltd en 2009,  (ISBN 041541539X et 9780415415392)
- Development Economics and Public Policy Editeur : University of Manchester, Institute for Development Policy & Management (juin 2007)  (ISBN 1904143954 et 978-1904143956)